# شوانا ساند
شائونا سند (انگلیسی: Shauna Sand؛ زادهٔ ۲ سپتامبر ۱۹۷۱) یک مانکن (فرد) اهل ایالات متحده آمریکا است. 